# І знов мені не привезла…
«І знов мені не привезла…» — вірш Тараса Шевченка, написаний ним 1848 року на Косаралі.

## Написання
Зберігся чистовий автограф вірша у «Малій книжці». Автограф не датовано. Вірш датується за місцем автографа в «Малій книжці» серед творів 1848 року та часом зимівлі Аральської описової експедиції в 1848—1849 роках на Косаралі, орієнтовно: кінець вересня — грудень 1848-го, Косарал.
Автограф, з якого вірш переписано до «Малої книжки», не відомий. До «Малої книжки» Шевченко переніс твір під № 55 у дев'ятому зшитку за 1848 рік, орієнтовно наприкінці 1849-го — на початку 1850 року (до арешту 23 квітня). При цьому він виправив рядки 25 — 27 і 29. До «Більшій книжці» поезію не перенесено.

## Публікація
Вперше вірш надруковано за «Малою книжкою» у виданні: «Кобзарь Тараса Шевченка / Коштом Д. Е. Кожанчикова» (СПб., 1867, стор. 546—547) і того ж року за цим виданням у книжці: «Поезії Тараса Шевченка» (Львів, 1867, том 2, стор. 250—251).

## Сюжет
Вірш навіяний сумними настроями Шевченка, зокрема у зв'язку з тим, що він деякий час не одержував листів. Єдині листи часів Аральської експедиції до поета, що дійшли до нас, — від А. Лизогуба (від 15 липня 1848 року), М. Александрійського (від 16 серпня 1848 року) та записка від Ф. Лазаревського (від травня 1848 року). Особливо болюче сприймав Шевченко мовчання своїх шанувальників в Україні. Ці настрої позначилися на поезіях «Добро, у кого є господа» та «Хіба самому написать».